# Making Mirrors
Making Mirrors é o terceiro álbum de estúdio do cantor belga-australiano Gotye. O álbum foi lançado na Austrália em 19 de agosto de 2011. Em dezembro de 2011, foi anunciado que Making Mirrors foi eleito o álbum de número um dos ouvintes da Triple J em 2011, fazendo Gotye o primeiro artista a ganhar a enquete do álbum Triple J duas vezes. Ele gerou  o hit mundial "Somebody That I Used to Know" que teve impacto a nível mundial. Na Polônia, depois de um dia de lançamento, o álbum foi certificado como platina.
Em grande parte, o álbum foi gravado em um estúdio convertido na fazenda dos pais de Gotye em Mornington Peninsula.
O álbum recebeu o Grammy de Melhor Álbum Aternativo e a música "Somebody That I Used to Know", contida no álbum, recebeu o Grammy de Gravação do Ano, ambos em 2013.

## Histórico
Em 19 de maio de 2011, foi anunciado que o álbum poderia ser lançado em 19 de agosto de 2011, com o álbum para ser lançado no dia seguinte na Sydney Opera House como parte do Graphic Festival, com animadores e a orquestra ten-piece como parte da performance de Gotye. Gotye foi também para a emissão de um único single para "Eyes Wide Open" intitulado "Somebody That I Used to Know" em 11 de julho de 2011. Após o anúncio da lista de músicas, Gotye também revelou que haveria um DVD que acompanha o álbum que inclui vídeos de músicas e documentários. No entanto, uma controvérsia surgiram em 5 de julho de 2011 quando o vídeo para o novo single "Somebody That I Used to Know" vazou na internet através do site Austereo Radio Network's Take. Mais tarde naquele dia, a música foi ao ar pela primeira vez no Triple J com o selo oficial de aprovação de Gotye. Gotye lança o single seis dias mais cedo, em 5 de julho de 2011, através do iTunes da Austrália, e em seu site para os seguidores internacionais.

## Faixas
As canções foram escritas e compostas por Wally De Backer.
| Edição padrão | |         |  |
| N.º           | Título | Duração |  |
| 1.            | "Making Mirrors"                                                                                               | 1:01    |  |
| 2.            | "Easy Way Out"                                                                                                 | 1:57    |  |
| 3.            | "Somebody That I Used to Know" (com participação de Kimbra)                                                    | 4:04    |  |
| 4.            | "Eyes Wide Open"                                                                                               | 3:11    |  |
| 5.            | "Smoke and Mirrors"                                                                                            | 5:13    |  |
| 6.            | "I Feel Better"                                                                                                | 3:18    |  |
| 7.            | "In Your Light"                                                                                                | 4:39    |  |
| 8.            | "State of the Art"                                                                                             | 5:22    |  |
| 9.            | "Don't Worry, We'll Be Watching You"                                                                           | 3:18    |  |
| 10.           | "Giving Me a Chance"                                                                                           | 3:07    |  |
| 11.           | "Save Me" | 3:53    |  |
| 12.           | "Bronte" | 3:18    |  |
| 13.           | "Dig Your Own Hole" (iTunes faixa bônus; download bônus de bandtag.com.au como parte da versão limitada do CD) | 4:23    |  |
| 14.           | "Somebody That I Used to Know – Faux Pas Remix" (iTunes pré-venda faixa bônus)                                 | 3:59    |  |
| 15.           | "Showdown Below My Sombrero" (CD/DVD pré-venda faixa bônus)                                                    | 2:30    |  |

| Edição limitada bônus DVD |                                                                          |         |  |
| N.º                       | Título                                                                   | Duração |  |
| 1.                        | "The Making of Eyes Wide Open" (documentário)                            | 8:01    |  |
| 2.                        | "Making Making Mirrors" (documentário)                                   | 10:03   |  |
| 3.                        | "Eyes Wide Open" (videoclipe)                                            | 3:18    |  |
| 4.                        | "Somebody That I Used to Know" (com participação de Kimbra) (videoclipe) | 4:03    |  |
| 5.                        | "State of the Art" (videoclipe)                                          | 5:18    |  |
| 6.                        | "Bronte" (videoclipe)                                                    | 3:14    |  |

## Paradas e certificações
| País — Tabela musical (2011-12)               | Posição de pico |
| --------------------------------------------- | --------------- |
| Austrália — Australian Albums Chart           | 1               |
| Áustria — Austrian Albums Chart               | 6               |
| Bélgica — Belgian Albums Chart (Flanders)     | 3               |
| Bélgica — Belgian Albums Chart (Valónia)      | 6               |
| Canadá — Canadian Albums Chart                | 5               |
| Croácia — Croatian Albums Chart               | 46              |
| Chéquia — Czech Albums Chart                  | 24              |
| Dinamarca — Danish Albums Chart               | 7               |
| Países Baixos — Dutch Albums Chart            | 5               |
| França — French Albums Chart                  | 4               |
| Alemanha — German Albums Chart                | 3               |
| Grécia — Greek Albums Chart                   | 20              |
| Irlanda — Irish Albums Chart                  | 7               |
| Itália — Italian Albums Chart                 | 5               |
| México — Mexican Albums Chart                 | 50              |
| Nova Zelândia — New Zealand Albums Chart      | 8               |
| Noruega — Norwegian Albums Chart              | 11              |
| Polónia — Polish Albums Chart                 | 1               |
| Portugal — Portuguese Albums Chart            | 10              |
| Escócia — Scottish Albums Chart               | 5               |
| Espanha — Spanish Albums Chart                | 22              |
| Suécia — Swedish Albums Chart                 | 28              |
| Suíça — Swiss Albums Chart                    | 10              |
| Reino Unido — UK Albums Chart                 | 4               |
| Estados Unidos — Billboard 200                | 6               |
| Estados Unidos — Billboard Alternative Albums | 1               |
| Estados Unidos — Billboard Rock Albums        | 2               |

| País — Certificador   | Certificação (limiares de vendas) |
| --------------------- | --------------------------------- |
| Austrália — ARIA      | 3× Platina                        |
| Áustria — IFPI        | Ouro                              |
| Bélgica — BEA         | Platina                           |
| Canadá — Music Canada | Ouro                              |
| Alemanha — BVMI       | Ouro                              |
| Polónia — ZPAV        | 2× Platina                        |
| Reino Unido — BPI     | Ouro                              |
| Estados Unidos — RIAA | Ouro                              |

| Parada (2011)                             | Posição |
| ----------------------------------------- | ------- |
| Austrália — Australian Albums Chart       | 4       |
| Bélgica — Belgian Albums Chart (Flanders) | 10      |
| Países Baixos — Dutch Albums Chart        | 43      |